# NGC 5532
NGC 5532 est une vaste galaxie lenticulaire située dans la constellation du Bouvier. Sa vitesse par rapport au fond diffus cosmologique est de 7 650 ± 17 km/s, ce qui correspond à une distance de Hubble de 112,8 ± 7,9 Mpc (∼368 millions d'al). NGC 5532 a été découverte par l'astronome germano-britannique William Herschel en 1784.

## Caractéristiques
NGC 5532 une radiogalaxie à spectre continu (Flat-Spectrum Radio Source). Selon la classification de Fanaroff-Riley, cette radiogalaxie est de type FR-I, c'est-à-dire que l'intensité de la source radio décroit en s'éloignant du centre. C'est aussi une galaxie présentant des raies d'émissions optiques étroites. Finalement, il s'agit peut-être d'une galaxie du champ, c'est-à-dire qu'elle n'appartient pas à un amas ou un groupe et qu'elle est donc gravitationnellement isolée, une hypothèse que ne partage pas Abraham Mahtessian, car il soutient que NGC 5532 est la principale galaxie d'un groupe. Selon la base de données Simbad, NGC 5532 est une galaxie LINER, c'est-à-dire une galaxie dont le noyau présente un spectre d'émission caractérisé par de larges raies d'atomes faiblement ionisés.

## Distance de NGC 5532
À ce jour, huit mesures non basées sur le décalage vers le rouge (redshift) donnent une distance de 69,525 ± 28,062 Mpc (∼227 millions d'al), ce qui est nettement à l'extérieur des valeurs de la distance de Hubble. Trois des mesures de cet échantillon sont inférieure à 50 Mpc alors qu'une quatrième est égale à 51,1 Mpc. C'est ce qui explique l'écart-type élevé de cet échantillon. Seules deux mesures sont compatibles avec la distance de Hubble.
Notons que c'est avec la valeur moyenne des mesures indépendantes, lorsqu'elles existent, que la base de données NASA/IPAC calcule le diamètre d'une galaxie et qu'ici il vaudrait sans doute mieux utiliser la distance de Hubble.

## Une paire de galaxies?
La galaxie visible sur l'image NGC 5532 est PGC 214240 ou encore UGC 09137 NED02. La distance de Hubble de cette galaxie est égale à 108,52 ± 7,63 Mpc (∼354 millions d'al). Cette galaxie est située à l'avant de NGC 5532 et rien sur l'image obtenue du relevé SDSS ne semble indiquer qu'elles forment une paire réelle de galaxies, même si leurs distances pourraient être égales en considérant les incertitudes.

## Groupe de NGC 5532
Selon Abraham Mahtessian, NGC 5532 fait partie d'un groupe de galaxies qui porte son nom. Le groupe de NGC 5532 compte au moins quatre membres. Les quatre autres galaxies du groupe sont NGC 5463, NGC 5482 et NGC 5550.
À ces quatre galaxies, il faut ajouter la galaxie LEDA 3819530 dont on peut trouver les renseignements sur la base de données NASA/IPAC en utilisant la désignation NGC 5463B. La distance de Hubble de cette galaxie est égale à 112,42 ± 7,87 Mpc (∼367 millions d'al). NGC 5463 et NGC 5463B forment donc un couple physique et selon l'image obtenue des données du relevé SDSS, ces deux galaxies semblent même être en interaction gravitationnelle.